# Coppa Italia Primavera 2023-2024
La Coppa Italia Primavera 2023-2024, denominata Primavera TIMvision Cup per questioni di sponsorizzazione, è stata la cinquantaduesima edizione del torneo riservato alle squadre giovanili iscritte al Campionato Primavera 1 2023-2024 e Campionato Primavera 2 2023-2024. Il torneo è iniziato il 13 settembre 2023 ed è terminato il 4 aprile 2024.
A vincere è stata la Fiorentina, che si è imposta per 5-3 ai tiri di rigore, dopo lo 0-0 dei tempi regolamentari e supplementari, contro il Torino, conquistando il suo ottavo titolo nella competizione ed eguagliando proprio il record di vittorie dei granata.

## Formula
La competizione si articola su turni successivi ad eliminazione diretta: 1º e 2º turno preliminare; trentaduesimi; sedicesimi; ottavi di finale; quarti di finale; semifinali; finale. Da questa edizione le semifinali si svolgono in doppio confronto (andata e ritorno), invece tutte le altre gare si svolgono ad eliminazione diretta in gara unica; in caso di parità (per le semifinali nella partita di ritorno) si procede con i tempi supplementari e in caso di ulteriore parità con i tiri di rigore.

Le società sono posizionate in un tabellone di tipo tennistico con posti dal n. 1 al n. 40. Gli accoppiamenti del turno preliminare sono determinati su base geografica e non prevedono l'assegnazione di numeri.
|                                       | Squadre che entrano in questo turno | Squadre qualificate dal turno precedente   |
| ------------------------------------- | --- | ------------------------------------------ |
| Primo turno preliminare (12 squadre)  | - 12 squadre del Campionato Primavera 2 - 10 squadre partecipanti al Campionato Primavera 2 2023-2024 con il punteggio più basso - 2 squadre promosse dal Campionato Primavera 3 2022-2023 |                                            |
| Secondo turno preliminare (8 squadre) | - 8 squadre del Campionato Primavera 2 - 2 squadre partecipanti al Campionato Primavera 2 2023-2024 con il punteggio più basso - 4 squadre vincenti il turno precedente | - 4 vincenti del turno preliminare         |
| Trentaduesimi di finale (32 squadre)  | - 10 squadre del Campionato Primavera 1 - 6 squadre del Campionato Primavera 1 2022-2023 meglio classificate - 3 squadre promosse dal Campionato Primavera 2 2022-2023 - 18 squadre del Campionato Primavera 2 - 3 squadre retrocesse dal Campionato Primavera 1 2022-2023 - 15 squadre partecipanti al Campionato Primavera 2 2023-2024 | - 4 vincenti del secondo turno preliminare |
| Sedicesimi di finale (16 squadre)     | | - 16 vincenti dei trentaduesimi di finale  |
| Ottavi di finale (16 squadre)         | - 8 squadre del Campionato Primavera 1 con numero 1-8 - 1 squadra vincitrice della Coppa Italia Primavera 2022-2023 - 7 squadre dal Campionato Primavera 1 2022-2023 (dal 1º al 7º posto) | - 8 vincenti dei sedicesimi di finale      |
| Quarti di finale (8 squadre)          | | - 8 vincenti degli ottavi di finale        |
| Semifinali (4 squadre)                | | - 4 vincenti dei quarti di finale          |
| Finale (2 squadre)                    | | - 2 vincenti delle semifinali              |

## Squadre
| Squadre                | Rank                   |
| Campionato Primavera 1 | Campionato Primavera 1 |
| ---------------------- | ---------------------- |
| Roma                   | 1                      |
| Lecce                  | 2                      |
| Torino                 | 3                      |
| Fiorentina             | 4                      |
| Sassuolo               | 5                      |
| Juventus               | 6                      |
| Inter                  | 7                      |
| Empoli                 | 8                      |

| Squadre                | Rank                   |
| Campionato Primavera 1 | Campionato Primavera 1 |
| ---------------------- | ---------------------- |
| Bologna                | 9                      |
| Frosinone              | 10                     |
| Sampdoria              | 11                     |
| Milan                  | 12                     |
| Verona                 | 13                     |
| Cagliari               | 14                     |
| Atalanta               | 15                     |
| Genoa                  | 16                     |
| Lazio                  | 17                     |
| Monza                  | 18                     |

| Squadre                | Rank                   |
| Campionato Primavera 2 | Campionato Primavera 2 |
| ---------------------- | ---------------------- |
| Napoli                 | 19                     |
| Udinese                | 20                     |
| Cesena                 | 21                     |
| Parma                  | 22                     |
| Ascoli                 | 23                     |
| Venezia                | 24                     |
| Virtus Entella         | 25                     |
| Benevento              | 26                     |
| SPAL                   | 27                     |
| Cosenza                | 28                     |
| Cremonese              | 29                     |
| Spezia                 | 30                     |
| Pisa                   | 31                     |
| Como                   | 32                     |
| Crotone                | 33                     |
| AlbinoLeffe            | 34                     |
| Pescara                | 35                     |

| Squadre                | Rank                   |
| Campionato Primavera 2 | Campionato Primavera 2 |
| ---------------------- | ---------------------- |
| L.R. Vicenza           | 36                     |
| Perugia                | 37                     |
| Brescia                | 38                     |
| Alessandria            | 39                     |
| Feralpisalò            | 40                     |
| Ternana                | 41                     |
| Cittadella             | 42                     |
| Monopoli               | 43                     |
| Padova                 | 44                     |
| Reggiana               | 45                     |
| Palermo                | 46                     |
| Renate                 | 47                     |
| Salernitana            | 48                     |
| Südtirol               | 49                     |
| Bari                   | 50                     |

## Primo turno preliminare
| Squadra 1         | Risultato       | Squadra 2   |
| ----------------- | --------------- | ----------- |
| 13 settembre 2023 |                 |             |
| Ternana           | 2 - 0           | Salernitana |
| Padova            | 1 - 2           | Bari        |
| Monopoli          | 3 - 1           | Palermo     |
| Feralpisalò       | 1 - 2           | Reggiana    |
| Cittadella        | 1 - 2           | Südtirol    |
| 27 settembre 2023 |                 |             |
| Alessandria       | 3 - 3 (4-2 dtr) | Renate      |

## Secondo turno preliminare
| Squadra 1         | Risultato   | Squadra 2 |
| ----------------- | ----------- | --------- |
| 20 settembre 2023 |             |           |
| Ternana           | 3 - 1       | Monopoli  |
| Perugia           | 5 - 3       | Bari      |
| Brescia           | 1 - 3 (dts) | Südtirol  |
| 4 ottobre 2023    |             |           |
| Alessandria       | 1 - 3       | Reggiana  |

## Trentaduesimi di finale
| Squadra 1         | Risultato    | Squadra 2      |
| ----------------- | ------------ | -------------- |
| 26 settembre 2023 |              |                |
| Lazio             | 2 - 0        | Cosenza        |
| Bologna           | 0 - 1        | Cremonese      |
| Genoa             | 3 - 0 (tav.) | Monza          |
| Milan             | 7 - 0        | Virtus Entella |
| 27 settembre 2023 |              |                |
| Frosinone         | 6 - 0        | Crotone        |
| Cagliari          | 4 - 1 (dts)  | Ascoli         |
| AlbinoLeffe       | 1 - 3        | Südtirol       |
| Pisa              | 2 - 0        | Perugia        |
| Atalanta          | 5 - 0        | SPAL           |
| Cesena            | 3 - 0        | Parma          |
| Napoli            | 3 - 1        | Benevento      |
| Sampdoria         | 3 - 1        | Spezia         |
| Udinese           | 1 - 0 (dts)  | Venezia        |
| Verona            | 2 - 3        | L.R. Vicenza   |
| 11 ottobre 2023   |              |                |
| Como              | 1 - 2        | Reggiana       |
| 18 ottobre 2023   |              |                |
| Pescara           | 3 - 0 (dts)  | Ternana        |

## Sedicesimi di finale
| Squadra 1        | Risultato       | Squadra 2    |
| ---------------- | --------------- | ------------ |
| 31 ottobre 2023  |                 |              |
| Genoa            | 0 - 0 (4-3 dtr) | Reggiana     |
| Cagliari         | 1 - 2           | Cremonese    |
| Cesena           | 3 - 1           | Pisa         |
| 1º novembre 2023 |                 |              |
| Frosinone        | 1 - 1 (3-4 dtr) | Lazio        |
| Sampdoria        | 2 - 3           | Milan        |
| Atalanta         | 3 - 1           | L.R. Vicenza |
| Udinese          | 5 - 0           | Südtirol     |
| Napoli           | 3 - 2 (dts)     | Pescara      |

## Ottavi di finale
| Squadra 1       | Risultato | Squadra 2 |
| --------------- | --------- | --------- |
| 6 dicembre 2023 |           |           |
| Juventus        | 0 - 1     | Lazio     |
| Torino          | 3 - 2     | Udinese   |
| Lecce           | 0 - 1     | Napoli    |
| Empoli          | 0 - 4     | Milan     |
| Inter           | 3 - 1     | Atalanta  |
| Fiorentina      | 1 - 0     | Genoa     |
| Sassuolo        | 3 - 1     | Cremonese |
| Roma            | 1 - 0     | Cesena    |

## Quarti di finale
| Squadra 1       | Risultato | Squadra 2 |
| --------------- | --------- | --------- |
| 10 gennaio 2024 |           |           |
| Lazio           | 2 - 1     | Napoli    |
| Fiorentina      | 4 - 2     | Milan     |
| Torino          | 1 - 0     | Inter     |
| 11 gennaio 2024 |           |           |
| Roma            | 3 - 2     | Sassuolo  |

## Semifinali
| Squadra 1                          | Totale | Squadra 2 | Andata | Ritorno     |
| ---------------------------------- | ------ | --------- | ------ | ----------- |
| 31 gennaio 2024 / 21 febbraio 2024 |        |           |        |             |
| Lazio                              | 4 - 5  | Torino    | 1 - 3  | 3 - 2 (dts) |
| Fiorentina                         | 4 - 2  | Roma      | 3 - 1  | 1 - 1       |

## Finale
| Squadra 1  | Risultato       | Squadra 2 |
| ---------- | --------------- | --------- |
| Fiorentina | 0 - 0 (5-3 dtr) | Torino    |

### Tabellino
| Arbitro: | Bordin (Bassano del Grappa) |

|                                          |                      |                                   |
| Caprini Baroncelli Romani Fortini Rubini | Tiri di rigore 5 – 3 | Dellavalle Njie Gabellini Perciun |